# Лазаров, Асланбек Дзамболатович
Асланбек Дзамболатович Лазаров, другой вариант отчества — Дзамбулатович (1 сентября 1872 года, Эльхотово, Терская область — дата смерти неизвестна) — советский революционный и партийный деятель, участник революционного движения и установления советской власти в Средней Азии, начальник станции Орджоникидзе. Первый в истории Осетии, удостоенный почётного звания Герой Труда (1936).

## Биография
Родился в 1872 году в многодетной крестьянской семье в селе Эльхотово Терской области. В 1882 году окончил начальную школу в родном селе. Подростком трудился в личном сельском хозяйстве. С 1885 года — ученик одноклассного училища «Алагирско-Салугарданского общества восстановления христианства на Кавказе», которое окончил в 1888 году. С 1892 года трудился ремонтным рабочим телеграфной линии, учеником телеграфиста, телеграфистом на станции Беслан. В 1898 году переведён на Среднеазиатскую железную дорогу. Некоторое время трудился старшим телеграфистом, помощником начальника станции Чарджоу.
В 1905—1906 годах участвовал в революционном движении, был одним из организатором забастовки на Среднеазиатской железной дороге. До 1917 года находился в подполье. В сентябре 1917 году участвовал в Продовольственном съезде кадров в Ташкенте. Осенью этого же года возглавлял один из большевистских отрядов рабочих железнодорожников в восстании против местных властей. Был схвачен и заключён в Ташкентской крепости. После освобождения в октябре 1917 года до 1921 года воевал за установление советской власти в Средней Азии. В 1918 году вступил в ВКП(б). Был членом Андижанского ревкома, военным контролёром и членом революционного суда. В 1919 году занимался организацией обороны Андижана во время нескольких атак войск Мадамин-бека. Осенью 1919 года командирован в Джалал-Абадский район для организации административной структуры советской власти. Потом возвратился в Андижан, где до 1921 года руководил на станции Андижан-1 организацией баррикадных платформ от станции Андижан до Намангана во время борьбы с военными формированиями басмачей. В это же время был начальником семи железнодорожных станций Хилково, Драгомирово, Кизил-тепс, Катта-Курган, Горчаково, Урсатовская и Андижан.
В 1922 году вместе с семьёй возвратился в Эльхотово. Трудился дежурным на местной железнодорожной станции. Избирался депутатом Эльхотовского сельского совета. В 1931 году назначен начальником станции Орджоникидзе. Коллектив станции неоднократно занимал передовые позиции во Всесоюзном социалистическом соревновании. 9 июля 1936 года удостоен почётного звания Герой Труда.
Дата смерти не установлена.